# 大寮庄

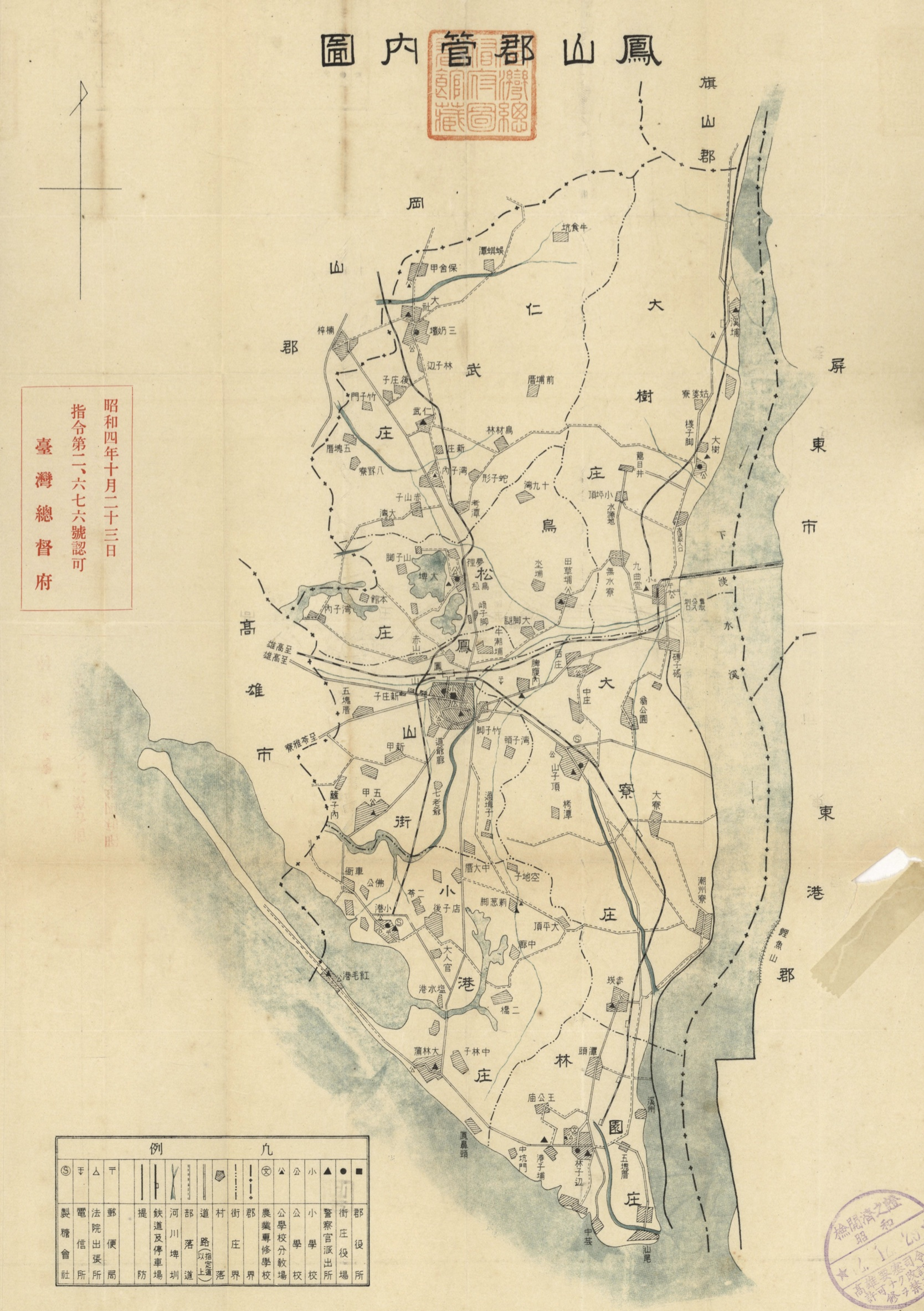
鳳山郡管內圖

大寮庄為臺灣日治時期1920年至1945年間存在之行政區，轄屬高雄州鳳山郡。今高雄市大寮區。於1934年的人口為17,058人。

## 行政區劃
大寮地區在清代屬小竹上里、小竹下里，在1897年5月隸屬於鳳山縣鳳山辨務署。1898年2月5日，鳳山縣公告劃設區，小竹上里分為「磚仔磘區、竹仔藔區、井仔腳區」，小竹下里分為「赤崁區、中芸區、林內區、林仔邊區」。1898年6月28日，鳳山縣被併入臺南縣。1900年11月15日，林內區被併入赤崁區，赤崁區的瓦磘庄、大湖庄、沓尾庄、苦苓腳庄、柚仔腳庄、竹坑庄、山腳庄改隸頂林仔邊區。1901年11月11日，臺灣的行政區劃改為二十廳，小竹上里、小竹下里隸屬於鳳山廳。1904年4月15日，鳳山廳實施街庄整併。此時的劃分如下：
- 翁公園區
  - 小竹上里：磚仔磘庄、翁公園庄、山仔頂庄
- 赤崁區
  - 小竹下里：拷潭庄、赤崁庄、大藔庄[6]

1909年10月25日，臺灣的行政區劃改為十二廳，鳳山廳因此廢止，被併入臺南廳，隸屬臺南廳「鳳山支廳」。1920年10月1日，原堡里鄉澚之行政區廢除，街庄社改為大字，上述街庄合併為高雄州鳳山郡大寮庄，轄域內分為轄域內分為大寮、磚子磘、翁公園、山子頂、拷潭、赤崁等6個大字，大寮大字下有「芎蕉脚」小字名，赤崁大字下有「赤崁」、「潮州寮」小字名。
| 1900年   | 1900年   | 1900年                                                             | 1920年 | 1920年 | 現在           |
| 堡里     | 區       | 街庄社                                                             | 街庄   | 大字   | 鄉鎮           |
| -------- | -------- | ------------------------------------------------------------------ | ------ | ------ | -------------- |
| 小竹上里 | 翁公園區 | 山仔頂庄、漏磘庄、前庄、埤服內庄                                   | 大寮庄 | 山子頂 | 大寮區、鳳山區 |
| 小竹上里 | 翁公園區 | 磚仔磘庄、溪埔藔庄、江山仔庄、後庄                                 | 大寮庄 | 磚子磘 | 大寮區         |
| 小竹上里 | 翁公園區 | 中庄、打鐵店庄、翁公園庄、琉球藔庄                                 | 大寮庄 | 翁公園 | 大寮區         |
| 小竹下里 | 赤崁區   | 芎蕉腳庄、洪厝埕庄、拷潭藔庄、邱厝庄、後壁藔庄、頂大藔庄、下大藔庄 | 大寮庄 | 大寮   | 大寮區         |
| 小竹下里 | 赤崁區   | 拷潭庄、大崎腳庄                                                   | 大寮庄 | 拷潭   | 大寮區         |
| 小竹下里 | 赤崁區   | 赤崁庄、郎公庄、新庄仔庄、林內庄、潮洲藔庄、過溪仔庄、鳥鼠洲庄     | 大寮庄 | 赤崁   | 大寮區         |

## 區、庄長
- 翁公園區長
  - 簡汝淮：1910~1920年
- 赤崁區長
  - 張簡忠：1910~1920年
- 大寮庄長
  - 張簡忠：1920~1928年
  - 山之內善助：1929~1932年
  - 高橋茂夫：1933~1936年
  - 赤嶺直：1937~1938年
  - 平間重兵衛：1939~1940年（曾任鳳山街長、鳥松庄長、後任潮州街長）
  - 和田寅次：1941~1942年（原任林邊庄長，後任旗山街長）
  - 末滿畩太郎：1944年[8]

## 設施

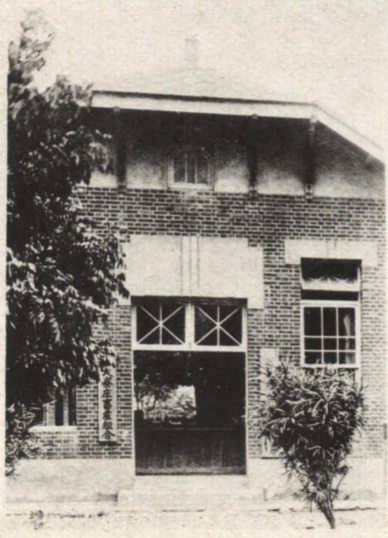
大寮庄役場

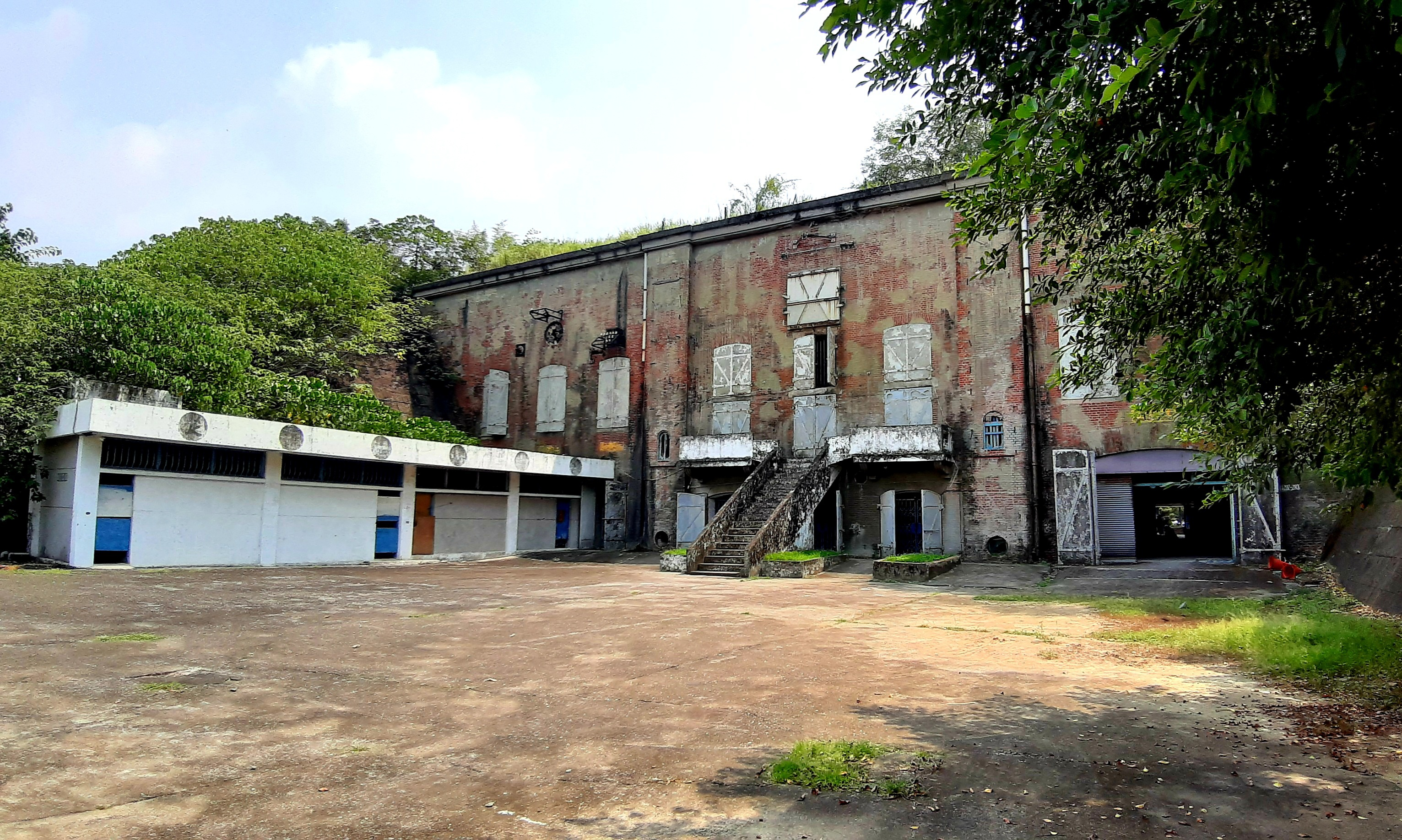
原日本海軍鳳山無線電信所

- 大寮庄役場大寮庄役場
- 大寮公學校→大寮國民學校（今永芳國小）
- 中庄公學校→中庄國民學校（今中庄國小）
- 赤崁公學校→赤崁國民學校（今昭明國小）
- 高雄水道第二水源地、配水池
- 鳳山海軍無線電信所原日本海軍鳳山無線電信所
- 小港東飛行場（大寮飛行場）
- 臺灣製糖製糖鐵道──林子邊線
- 新興製糖山仔頂製糖所